# Joachim Wiebel

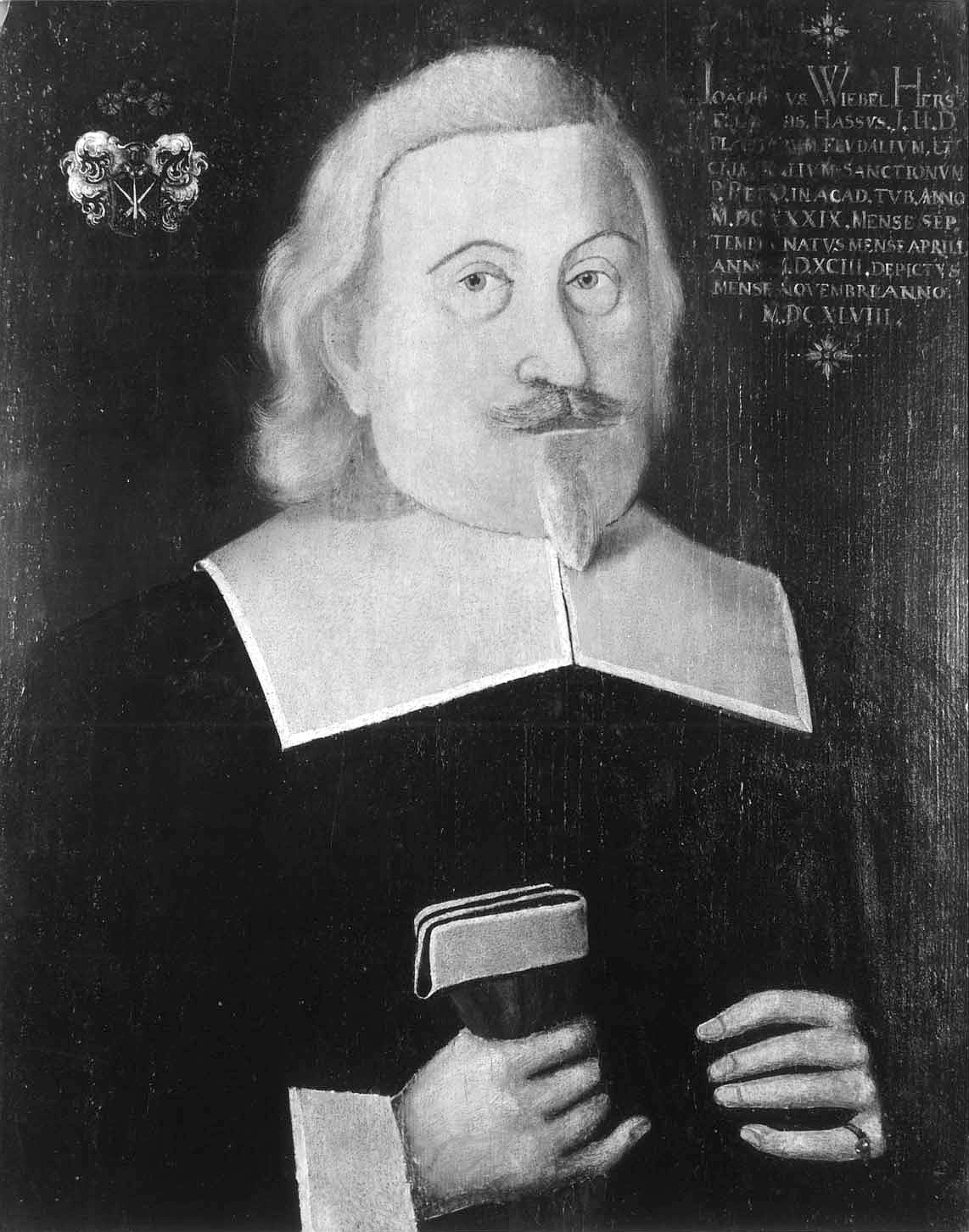
Joachim Wiebel in der Tübinger Professorengalerie

Joachim Wiebel (* April 1593 oder Januar 1594 in Hersfeld; † 7. Juni 1653 in Teinach) war Jura-Professor in Tübingen und Advokat des Herzogtums Württemberg.

## Leben und Wirken
Joachim Wiebel wurde nach seinem Studium zum Dr. iur. utr. promoviert und arbeitete dann 1639–1653 als Professor des Lehens- und Strafrechts in Tübingen und Advokat des Herzogtums Württemberg. Er war 1641/42, 1645, 1647/48, 1649 und 1651/52 Rektor der Universität Tübingen. Ein im November 1648 angefertigtes Porträt hängt in der Tübinger Professorengalerie. Er verstarb am 7. Juni 1653 im Alter von 59 oder 60 Jahren in Teinach und wurde zwei Tage später am 9. Juni 1653 in Tübingen beerdigt.